# Леб'язька сільська рада (Зачепилівський район)
Леб'я́зька сільська́ ра́да — адміністративно-територіальна одиниця та орган місцевого самоврядування в Зачепилівському районі Харківської області. Адміністративний центр — село Леб'яже.

## Загальні відомості
- Леб'язька сільська рада утворена в 1924 році.
- Територія ради: 74,89 км²
- Населення ради: 1 657 осіб (станом на 2001 рік)
- Територією ради протікає річка Берестова.

## Населені пункти
Сільській раді підпорядковані населені пункти:
- с. Леб'яже
- с. Кочетівка
- с. Перемога

## Склад ради
Рада складалася з 16 депутатів та голови.
- Голова ради: Трушляков Микола Іванович
- Секретар ради: Тимченко Ігор Владиславович

### Керівний склад попередніх скликань
| Прізвище, ім'я, по батькові | Основні відомості                                                                       | Дата обрання | Дата звільнення |
| --------------------------- | --------------------------------------------------------------------------------------- | ------------ | --------------- |
| Трушляков Микола Іванович   | Сільський голова, 1952 року народження, освіта середня спеціальна, член Партії регіонів | 26.03.2006   | 31.10.2010      |
| Трушляков Микола Іванович   | Сільський голова, 1952 року народження, освіта середня спеціальна, член Партії регіонів | 31.10.2010   |                 |

Примітка: таблиця складена за даними сайту Верховної Ради України

### Депутати
За результатами місцевих виборів 2010 року депутатами ради стали:

#### За суб'єктами висування
| Суб'єкт висування           | Кількість обраних депутатів | %    |
| --------------------------- | --------------------------- | ---- |
| Партія регіонів             | 15                          | 93,8 |
| Комуністична партія України | 1                           | 6,3  |

#### За округами
| № округу                    | Прізвище, ім'я, по батькові            | Дата визнання обраним | Освіта  | Партійна приналежність            | Відомості про обраного депутата                    |
| --------------------------- | -------------------------------------- | --------------------- | ------- | --------------------------------- | -------------------------------------------------- |
| Комуністична партія України |                                        |                       |         |                                   |                                                    |
| 3                           | Лосманов Олексій Васильович            | 03.11.2010            | середня | член Комуністичної партії України | пенсіонер                                          |
| Партія регіонів             |                                        |                       |         |                                   |                                                    |
| 1                           | Косинська Ірина Володимирівна          | 03.11.2010            | вища    | член Партії регіонів              | тимчасово не працює                                |
| 2                           | Ільченко Оксана Олексіївна             | 03.11.2010            | вища    | член Партії регіонів              | Леб'язька Загальноосвітня школа I-III ст., вчитель |
| 4                           | Дубина Людмила Іванівна                | 03.11.2010            | вища    | член Партії регіонів              | Зачепилівський ліцей, вчитель                      |
| 5                           | Задікіян Руслан Володимирович          | 03.11.2010            | середня | член Партії регіонів              | ПП Озерка, охоронець                               |
| 6                           | Кщеєва Наталія Володимирівна           | 03.11.2010            | вища    | член Партії регіонів              | Жовтневабібліотека, бібліотекар                    |
| 7                           | Трушлякова Надія Вікторівна            | 03.11.2010            | вища    | член Партії регіонів              | Леб'язькаСільська рада, спеціаліст                 |
| 8                           | Чернік Микола Іванович                 | 03.11.2010            | вища    | член Партії регіонів              | с. Леб'яже, підприємець                            |
| 9                           | Микуленко-Козина Людмила Володимирівна | 03.11.2010            | вища    | член Партії регіонів              | Леб'язька Загальноосвітня школа I-III ст., вчитель |
| 10                          | Філіпська Людмила Миколаївна           | 03.11.2010            | вища    | член Партії регіонів              | Леб'язька амбулаторія, медична сестра              |
| 11                          | Тімченко Тарас Владиславович           | 03.11.2010            | середня | член Партії регіонів              | тимчасово не працює                                |
| 12                          | Тімченко Ігор Владиславович            | 03.11.2010            | вища    | член Партії регіонів              | Леб'язька сільська рада, секретар                  |
| 13                          | Підвишений Геннадій Володимирович      | 03.11.2010            | вища    | член Партії регіонів              | Придніпровська залізниця, бригадир                 |
| 14                          | Вишнякова Олена Іванівна               | 03.11.2010            | вища    | член Партії регіонів              | пенсіонер                                          |
| 15                          | Ковальов Віктор Миколайович            | 03.11.2010            | вища    | член Партії регіонів              | пенсіонер                                          |
| 16                          | Ілюхін Микола Федорович                | 03.11.2010            | середня | член Партії регіонів              | пенсіонер                                          |

## Населення
Згідно з переписом УРСР 1989 року чисельність наявного населення села становила 1513 осіб, з яких 679 чоловіків та 834 жінки.
За переписом населення України 2001 року в селі мешкали 1623 особи.

### Мова
Розподіл населення за рідною мовою за даними перепису 2001 року:
| Мова       | Відсоток |
| ---------- | -------- |
| російська  | 49,00 %  |
| українська | 45,99 %  |
| вірменська | 4,53 %   |
| білоруська | 0,12 %   |
| молдовська | 0,12 %   |
| інші       | 0,24 %   |